# Abdominea minimiflora
Abdominea minimiflora é a única espécie  de orquídea do género Abdominea  (subtribo Sarcanthinae).
Estas orquídeas são monopodiais e delas se extrai essência para perfumes.

## Etimologia
O nome "Abdominea" deriva do latim: "barriga" ou "abdómen" devido à semelhança do seu labelo a um abdómen de insecto.

## Habitat
Esta espécie epífita monopodial distribui-se pela Tailândia, Península Malaia, Java e Filipinas. Têm preferência por lugares sombreados e adaptam-se a temperaturas altas ou baixas.

## Descrição
Estas orquídeas têm flores de dimensões muito reduzidas, com aproximadamente 0,45 cm de largura. As inflorescências com numerosas flores abrem uma só vez no ano.

## Espécies
O gênero Orchidaceae possui 1 espécies reconhecidas atualmente.
- Abdominea minimiflora (Hook.f.) J.J.Sm.

## Bibligorafia
- L. Watson and M. J. Dallwitz, The Families of Flowering Plants, Orchidaceae Juss.
- Leroy-Terquem, Gerald and Jean Parisot.  Orchids: Care and Cultivation. London: Cassel Publishers Ltd., 1991.
- Schoser, Gustav.  Orchid Growing Basics.  New York: Sterling Publishing Co., Inc., 1993.
- White, Judy. Taylor’s Guide to Orchids. Frances Tenenbaum, Series Editor.  New York: Houghton-Mifflin, 1996.
- The Illustrated Encyclopedia of Orchids by Alec Pridgeon. Published by the Timber Press.
- The Manual Of Cultivated Orchid Species By Bechtel, Cribb and Launert, Published by The MIT Press.